# Käsesalat
Käsesalat – danie (sałatka serowa) przygotowywane z sera, cebuli, octu i oleju przyprawionego pieprzem rozpowszechnione na terenie Szwajcarii i Vorarlbergu. Do przygotowania käsesalat używa się sera twardego, który został drobno posiekany lub starty. Występuje również w wariancie z serem chudym, w Vorarlbergu przygotowuje się go z serem typu Sura.
Käsesalat przygotowuje się przez delikatne posiekanie lub starcie sera, udekorowanie go plasterkami lub drobno pokrojoną cebulą oraz polanie sosem przygotowanym z octu i oleju przyprawionego pieprzem i ewentualnie solą. Istnieją również warianty z musztardą. Käsesalat jest zazwyczaj spożywana z kawałkiem krojonego chleba lub bułek. Podobne potrawy to sałatka z kiełbasy oraz sałatka z kiełbasy i sera nazywana również w Vorarlbergu „Lumpasalot”.
Lokalnie do käsesalat dodawany jest starty na wiórki seler, por, marchewka, a ocet jest zastępowany jogurtem.